# Ahmed Dramé
Ahmed Dramé, né le 2 avril 1993 à Issy-les-Moulineaux en Hauts-de-Seine, est un acteur français.

## Biographie
En 2009, Ahmed Dramé remporte avec sa classe de seconde du lycée Léon-Blum de Créteil le Concours national de la résistance et de la déportation,. L'année d'après, il écrit un scénario, centré autour de son professeur, qui a motivé une classe à réussir ce même concours. Durant son année de terminale, il contacte Marie-Castille Mention-Schaar, dont il a vu le film Ma première fois, pour lui demander de lire son scénario, dont le titre provisoire était Le Vrai Combat.
Après quelques cours d'improvisation, Ahmed Dramé fait ses premiers pas artistiques en 2011 à la télévision sur France 2 dans un des épisodes de la série Main courante réalisée par Jean-Marc Thérin. L'année suivante, le jeune homme incarne Nimo, un des rôles principaux du film de Vianney Lebasque, Les Petits Princes avec Reda Kateb et Eddy Mitchell.
En 2013, il interprète le rôle principal masculin du film Les Héritiers de Marie-Castille Mention-Schaar, où il donne la réplique à Ariane Ascaride. Il est l'auteur et également le coscénariste de ce film tiré d'une histoire vraie dont il a été l’un des protagonistes principaux. Il est nommé pour le César du meilleur espoir masculin 2015. 
Ahmed Dramé est aussi l’auteur d’un livre, Nous sommes tous des exceptions, où il retrace ce récit,.
En 2015, il interprète Sidi dans Made in France de Nicolas Boukhrief.
Il retrouve en 2017 Vianney Lebasque avec qui il a collaboré pour le film Les Petits Princes, pour la série Les Grands.

## Filmographie

### Cinéma
- 2013 : Les Petits Princes de Vianney Lebasque : Nimo
- 2014 : Les Héritiers  de Marie-Castille Mention-Schaar : Malik
- 2015 : Made in France de Nicolas Boukhrief : Sidi
- 2019 : Plein la vue de Philippe Lyon : Karim
- 2021 : Twist à Bamako de Robert Guediguian : Bakary

### Télévision
- 2011 : Main courante série TV
- 2017 : Les Grands série TV

## Publication
- 2014 : Nous sommes tous des exceptions, Fayard, 22 octobre 2014, 180 p. (ISBN 978-2213682310)

## Distinction

### Nomination
- César du cinéma 2015 : Meilleur espoir masculin pour Les Héritiers